# Valceresio
La Valceresio (dal latino valle dei ciliegi, o molto più probabilmente Valle del Lago Ceresio, si tratta infatti di un toponimo non attestato prima del XIX secolo) è una valle dell'alta provincia di Varese, formata da undici comuni: Arcisate, Induno Olona, Cantello, Besano, Porto Ceresio, Clivio, Viggiù, Saltrio, Brusimpiano, Cuasso al Monte, Bisuschio.
Comprende la parte Sud della valle del lago di Lugano (in Latino Ceresium) e si stende fino all'alta valle del fiume Olona.
Confina con la Svizzera e la provincia di Como; Induno Olona è il comune più popoloso mentre la sede della Comunità Montana è ad Arcisate che si trova a metà della valle e antica sede della Pieve.
La popolazione  è di 50 000 abitanti circa, impiegata prevalentemente nel settore terziario e, in misura minore, nel settore primario (ad es. attività estrattiva, settore lattiero caseario, coltivazione di asparagi, foraggi ecc.); una parte importante della popolazione lavora nelle industrie della vicina Svizzera. Fa parte della Comunità Montana del Piambello.